# Satu-Nou, Ismail
Satu-Nou, întâlnit și sub forma Novosilske (în rusă Новосельское, transliterat: Novoselskoe, în ucraineană Новосільське, transliterat: Novosilske) este un sat în raionul Reni din regiunea Odesa (Ucraina). Are 3,572 locuitori, preponderent moldoveni (români).
Satul este situat la o altitudine de 10 metri, pe malul vestic al Lacului Ialpug, în partea de sud-est a raionului Reni. El se află la o distanță de 36 km de centrul raional Reni. 
Până în anul 1947 satul a purtat denumirea oficială de Satu-Nou (în ucraineană Сатул-Ноу), în acel an el fiind redenumit Novosîlske.

## Istoric
Prin Tratatul de pace de la București, semnat pe 16/28 mai 1812, între Imperiul Rus și Imperiul Otoman, la încheierea războiului ruso-turc din 1806 – 1812, Rusia a ocupat teritoriul de est al Moldovei dintre Prut și Nistru, pe care l-a alăturat Ținutului Hotin și Basarabiei/Bugeacului luate de la turci, denumind acest ansamblu teritorial Basarabia (în 1813) și transformându-l într-o gubernie împărțită în zece ținuturi (Hotin, Soroca, Bălți, Orhei, Lăpușna, Tighina, Cahul, Bolgrad, Chilia și Cetatea Albă, capitala guberniei fiind stabilită la Chișinău). 
Prima atestare documentară a satului Satu-Nou datează din anul 1813.
La începutul secolului al XIX-lea, conform recensământului efectuat de către autoritățile țariste în anul 1817, satul Satu-Nou făcea parte din Ocolul Cahulului a Ținutului Ismail . 
În urma Tratatului de la Paris din 1856, care încheia Războiul Crimeii (1853-1856), Rusia a retrocedat Moldovei o fâșie de pământ din sud-vestul Basarabiei (cunoscută sub denumirea de Cahul, Bolgrad și Ismail). În urma acestei pierderi teritoriale, Rusia nu a mai avut acces la gurile Dunării. În urma Unirii Moldovei cu Țara Românească din 1859, acest teritoriu a intrat în componența noului stat România (numit până în 1866 "Principatele Unite ale Valahiei și Moldovei"). În urma Tratatului de pace de la Berlin din 1878, România a fost constrânsă să cedeze Rusiei acest teritoriu.
După Unirea Basarabiei cu România la 27 martie 1918, satul Satu-Nou a făcut parte din componența României, în Plasa Reni a județului Ismail. Pe atunci, majoritatea populației era formată din români. La recensământul din 1930, s-a constatat că din cei 2.933 locuitori din sat, 2.848 erau români (97.10%), 62 bulgari (2.11%), 19 ruși (0.06%), 2 găgăuzi, 1 grec și 1 turc. 
Ca urmare a Pactului Ribbentrop-Molotov (1939), Basarabia, Bucovina de Nord și Ținutul Herța au fost anexate de către URSS la 28 iunie 1940. După ce Basarabia a fost ocupată de sovietici, Stalin a dezmembrat-o în trei părți. Astfel, la 2 august 1940, a fost înființată RSS Moldovenească, iar părțile de sud (județele românești Cetatea Albă și Ismail) și de nord (județul Hotin) ale Basarabiei, precum și nordul Bucovinei și Ținutul Herța au fost alipite RSS Ucrainene. La 7 august 1940, a fost creată regiunea Ismail, formată din teritoriile aflate în sudul Basarabiei și care au fost alipite RSS Ucrainene .
În perioada 1941-1944, toate teritoriile anexate anterior de URSS au reintrat în componența României. Apoi, cele trei teritorii au fost reocupate de către URSS în anul 1944 și integrate în componența RSS Ucrainene, conform organizării teritoriale făcute de Stalin după anexarea din 1940, când Basarabia a fost ruptă în trei părți. 
În anul 1947, autoritățile sovietice au schimbat denumirea oficială a satului din cea de Satu-Nou în cea de Novosîlske. În anul 1954, Regiunea Ismail a fost desființată, iar localitățile componente au fost incluse în Regiunea Odesa.
Începând din anul 1991, satul Satu-Nou face parte din raionul Reni al regiunii Odesa din cadrul Ucrainei independente. În prezent, satul are 3.572 locuitori, preponderent moldoveni (români).

## Cultura
Școala din sat este o școală mixtă cu predare în limbile română și rusă . 

## Demografie
Componența lingvistică a comunei Satu-Nou
     Română (92,22%)
     Rusă (3,22%)
     Ucraineană (2,1%)
     Bulgară (1,26%)
     Alte limbi (0,03%)
Conform recensământului din 2001, majoritatea populației comunei Satu-Nou era vorbitoare de română (92,22%), existând în minoritate și vorbitori de rusă (3,22%), ucraineană (2,1%) și bulgară (1,26%).
- 1930: 2.933 (recensământ)
- 1940: 3.490 (estimare)
- 2001: 3.572 (recensământ)

## Personalități
- Ilarion Neagu (1890–1920), revoluționar bolșevic și comandant militar în timpul Războiului Civil Rus.
- Dumitru Caraciobanu (1937–1980), actor de teatru și film sovietic moldovean; a fost înmormântat în cimitirul din satul său natal.
- Sergiu Finiti (n. 1952), actor și interpret de muzică folk din Republica Moldova.